# بوبي فيش
بوبي فيش (بالإنجليزية: Bobby Fish)‏ (و. 1976  م) هو مصارع محترف أمريكي، ولد في ألباني، نيويورك.
روبرت أنتوني فيش (من مواليد 26 أكتوبر 1979) هو مصارع محترف أمريكي. تم توقيعه حاليًا مع اتحاد WWE ، حيث يتنافس في العلامة التجارية NXT . هو عضو ومؤسس مشارك في The Unisputed Era (بجانب ادم كول ورودريك سترونج وكايل اوريلي) وهو بطل NXT فرق سابق مع اوريلي.
يشتهر بوبي فيش بظهوره في اتحاد حلبة الشرف ROH) من 2013 إلى 2017، حيث صارع في فريق ريدراجون وحقق لقب ROH للفرق ثلاث مرات و ROH للتلفيزيون مرة واحدة. وهو معروف أيضًا بمشاركته في اليابان مع اتحاد Pro Wrestling Noah واتحاد نيو جابان برو ريسلنج (NJPW)، حيث حقق بطولة IWGP الجونيور للفرق مرتين.

## مصارعة المحترفين مهنة

### المصارعة في وقت مبكر (2002-2006)
بدء بوبي فيش أول ظهور له في عالم مصارعة المحترفين في عام 2002 بعد التدريب مع توني ديفيتو وهارلي ريس. تنافس لعدة سنوات في الشمال الشرقي تحت اسم جيرك جاكسون أو مادن فيشر قبل أن يستقر على الاسم الذي يواصل استخدامه الآن، بوبي فيش. ظهر لأول مرة مع اتحاد حلبة الشرف RoH في 2 أكتوبر 2004 حيث تعاون مع سكوت كاردينال وخسر أمام فريق ريبولز ارمي. ومن ثم أصبح يعمل كمصارع جوبر لصالح اتحاد ROH . تصارع فيش لصالح Pro Wrestling Unplugged لغالبية حياته المهنية المبكرة، وبدأ ظهوره لأول مرة في فبراير 2005. وقد أقام شراكة مع سكوت كاردينال، الذي كان قد صارعه عدة مرات في عدة اتحادات محلية في الشمالي الشرقي. في 20 مايو، هزم هو وكاردينال ثلاثة فرق أخرى للفوز ببطولة اتحاد PWU للفرق الشاغرة قبل ان يتم تجريدهم من البطولة في سبتمبر وهذا تقريبا أول لقب حققه في مسيرته.
بعد عودته من اليابان، عاد فيش إلى الاتحادات المحلية في الشمال الشرقي واستمر في المنافسة هناك عندماعاد صارع فيش في اتحاد نيو انغلاند تشامبيون شيب ريسلنج بانتظام. في أبريل 2007، هزم دي سي ديلينجر بالإقصاء في مباراة علي بطولة التاج الثلاثي بلا منازع التابعة لاتحاد NECW ، لكنه فشل في الفوز باللقب. شارك فيش في بطولة Iron 8 عام 2007، حيث وصل إلى النهائيات حيث خسر أمام ايدي ادواردز. عاد فيش إلى ROH في عرض Reborn Again حيث خسار امام كلاوديو كاستانيولي، تعاونت مع Matt Cross في عرض Final Battle 2007 حيث خسارة ضد فريق فاتريال سكواد  (جيجسو وروكسوس)، وظهرت في عدة مباريات في عروض ROH الاسبوعية Ring of Honor Wrestling في عام 2009.
في عام 2009، تم إعلانه كأحد المشاركين المقرر أن يصارع في أول عرض لاتحاد Evolve Wrestling.  في 10 يناير 2010، قام بأداء في المباراة الافتتاحية في عرض Evolve 1، حيث خسر أمام كايل اورالي عبر التثبيت.

### برو ريسلنج نوا (2006-2013)
بدء فيش مسيرته لأول مرة في اليابان عام 2006 مع اتحاد Pro Wrestling Noah ، حيث ظهر لأول مرة في 19 مايو 2006 بعد هزيمة أتسوشي أوكي. ولعدة سنوات، صارع فيش مع اتحاد برو ريسلينج نوا مرة واحدة على الأقل في السنة، واستمتع في بعض الأحيان بعدة جولات في السنة. في عام 2010 خسر فيش وإيدي إدواردز لصالح ريكي مارفن وتايجي إيشيموري في نصف نهائي بطولة GHC الفرق. شارك فيش في الدوري العالمي للعام 2011 وحقق أربع نقاط فقط. في عام 2012، شارك فيش وادواردز في بطولة كاس NTV G للجونيور، حيث كسبا مرة أخرى أربع نقاط. في الفترة من 17 إلى 24 أبريل 2013، شارك فيش وايدي ادواردز في دوري Global Tag League 2013، حيث فازوا في إحدى مبارياتهم الأربع، وفشلوا في التقدم من مباراتهم وهذا كان اخر ظهور لبوبي فيش في اتحاد نوا.

### حلقة الشرف (2012-2017) [ عدل ]
في عام 2012، عاد فيش لأول مرة لاتحاد Ring of Honor حيث عاد بعقد كامل، حيث قام بتشكيل فريق مع كايل اوريلي أطلق عليه اسم " reDRagon ". في 2 مارس 2013، فاز فريق reDRagon على فريق Briscoe Brothers لتحقيق بطولة ROH للفرق.  لقد دافعوا بنجاح عن البطولة ضد ألاباما أتيتيود (كوري هوليس ومايك بوسي) في نفس الشهر، واحتفظوا بها في عرض الأفضل في العالم 2013 في يونيو في مباراة ثلاثية ضد فريق C & C Wrestle Factory (كابريس كولمان وسيدريك الكسندر) وفريق (كليف كومبتون وريت تيتوس).  وخسر اللقب لصالح فريق (ألكس كوسلوف وروكي روميرو)
في 27 يوليو وهم استعدوا اللقب من فريق الذئاب الأمريكية (ديفي ريتشاردز وإيدي إدواردز)
في أغسطس 17 حتي نهاية عام 2013، نجح reDRagon في الدفاع عن البطولة ضد الكثير من الفرق من بينها C&C Wrestle Factory و Forever Hooligans و (Jay Lethal و Michael Elgin وفريق اوت لو انك (هامسيد وايدي كينجستون).
```
في عام 2014، احتفظوا بالبطولة ضد فريق أدرينالين راش (أي سي اتش وتاداريوس توماس) في عرض الذكرى 12 في فبراير، قبل أن يخسر اللقب في 8 مارس لصالح ذا يونغ باكز. 
```

استعاد اورالي وفيش بطولة الفرق من فريق The Young Bucks في 17 مايو في عرض ROH NJPW حرب العوالم.
```
 ونجحا في الدافع بنجاح عن البطولة ضد وبريسكو الإخوة في 7 يونيو وضد كريستوفر دانيالز وفرانكي كازاريان في أول ROH على الهواء مباشرة الدفع لكل عرض-الأفضل في العالم لعام 2014 على 22. يونيو  في 23 نوفمبر عام 2014، هزم فريق reDRagon فريق ACH و Matt Sydal الاديتكتيشن والاحوة بريسكو ليحتفظوا ببطولة ROH الفرق والفوز ببطولة Tag Wars .
```

```
تابعوا فوزهم بالدفاع الناجح ضد Time Splitters في عرض Final Battle 2014 
```

و فريق The Young Bucks في عرض ROH 13th Anniversary Show وفريق The Kingdom في عرض
```
Supercard of Honor IX
```

```
في March 2015.  خسر فيش وأورايلي لقب فريق الفرق لصحالح فريق (دانيلز وكازاريان) في تسجيلات 
مصارعة Ring of Honor
 في 4 أبريل. 
```

في 13 مايو، خلال الليلة الثانية من عرض حرب العوالم 15، تحدى فيش جاي بريسكو علي لقب بطولة ROH العالم وخسر.  في 18 ديسمبر 2015 خلال عرض فاينال باتل، فيش نافس رودريك سترونج علي بطولة ROH للتلفزيون.
في 8 مايو، 2016، في عرض Global Wars ، هزم فيش توموهيرو ايشي ليصبح بطل ROH للتلفزيون. و فقد اللقب لصالح ويل أوسبري في 18 نوفمبر. كان من المقرر أن يتنافس فيش في مباراة رباعية للحصول على اللقب ROH للتلفزيون في عرض فاينل باتل، ضد البطل مارتي سكورل وويل أوسبري وودراجون لي، ولكن كان اضطر إلى الانسحاب بسبب الطوارئ العائلية.  في 3 يناير 2017، أفيد أن فيش أعاد توقيعه مع ROH عقد قصير الامد.  لم ينجح فيش في محاولة للفوز ببطولة ROH العالمية من آدم كول في عرض مانهاتن مايهم 2017.
```
في مارس 2017، أعلن فيش عن رحيله عن Ring of Honor لينضم للWWE كما كان متوقع.
```

### نيو جابان برو ريسلنج (2014–2016)
تظهر فيش لأول مرة في اتحاد New Japan Pro Wrestling في نوفمبر 2015
من خلال علاقة ROH مع NJPW ، ظهر فريق reDRagon في الحملة الترويجية للاتحاد في 10 أغسطس 2014، مما أدى إلى تحدي فريق تايم سبليتر (اليكس شيلي وكوشيدا) علي بطولة IWGP الجونيور للفرق لكنهما خسرا المباراة لصالح الابطال.
 عاد فريق reDRagon إلى NJPW في 25 أكتوبر للمشاركة في بطولة Super Jr. Tag Tour لعام 2014 .  في 3 نوفمبر، هزم ريدراغون فريق اليونج باكس في النهائيات ليفوز بالبطولة. وبعد خمسة أيام في عرض Power Struggle ، هزم reDRagon فريق Time Splitters في مباراة ليصبحا ابطال IWGP الجونيور للفرق الجدد. حققوا أول دفاع ناجح عن اللقب في 4 يناير 2015، في بطولة ريستل كينجدوم 9 في Tokyo Dome ، في مباراة رباعية مع فريق Forever Hooligans وفريق Time Splitters وفريق The Young Bucks.
 في 11 فبراير في عرض The New Beginning في أوساكا، خسر reDRagon لقبهم The Young Bucks في مباراة ثلاثية، شارك فيها Time Splitters.
عاد فريق reDRagon إلى NJPW في 3 مايو 2015 في عرض Wrestling Dontaku 2015، حيث واجهوا فريق اليونج باكس وربونجي فايش (باريتا وروكي روميرو) علي بطولة IWGP الجونيور للفرق وخسروا المباراة.
```
وفي  وقت لاحق من ذلك الشهر، دخل فيش في بطولة أفضل سوبر جونيور 2015 .  احتل المركز الثاني في مجموعته بتسجيل خمسة انتصارات وخسارة، وخسر بصعوبة التقدم بعد ان كاد يتقدم الي نهائيات البطولة. 
```

بعد البطولة، تلقى reDRagon مباراة إعادة لبطولة IWGP الجونيور للفرق في مباراة ثلاثية، شارك فيها أيضًا روبونجى فايس، ولكن هُزوا مرة أخرى من قبل فريق Young Youngs في 5 يوليو في عرض دومينيون 7.5 في أوساكا. في 16 أغسطس، هزم فريق reDRagon فريق The Young Bucks للفوز IWGP الجونيور للفرق للمرة الثانية. خسروا اللقب مرة أخرى إلى يونغ باكز في مباراة رباعية في 4 يناير 2016، في ريسل كينجدوم 10 في طوكيو دوم.
```
 وفي 17 سبتمبر في عرض ديستريكشن في طوكيو، فيش لعب مباراته الاولي لقب فردي في NJPW، عندما نافس كاتسويوري شيباتاعلي بطولة Openweight.
```

### WWE (2017 إلى الوقت الحاضر) [ عدل ]
المقال الرئيسي فريق انتستيود ايرا
ظهر فيش لأول مرة في أرض التطوير التابعة لشركة WWE في NXT في 23 يونيو 2017 من خلال تسجيلات التليفزيونية، وخسر أمام اليستر بلاك.  أكد تربل اتش ان فيش وقع في 12 يوليو.  
في عرض NXT تيك اوفر: بروكلين III ، قام فيش، إلى جانب اورالي (الذي وقع أيضًا مع WWE)، بمهاجمة فريق SAnitY بعد هزيمة فريق The Authors of Pain للفوز ببطولة فريق Tag NXT .  وقت لاحق من الليلة، ساعد الاثنان آدم كول لأول مرة في مهاجمة بطل NXT الذي توج حديثا درو ماكنتاير، وتحول فيش الي مكروه بعد في هذه العملية.  الشهر التالي، أطلق على الثلاثي فيش، كول وأوريلي رسمياً علي انفسهم فريق «انتسيتود ايرا».  في 27 سبتمبر من حلقة NXT، كان فيش واورالي في الصف الأول عندما هزم كول إريك يونغ. في الحلقة 4 أكتوبر من NXT ، بعد مباراة رودريك سترونج مع ماكنتير، خرج فريق The Unisputed Era وساعدوا سترونج، مما يشير إلى تحالف بينهم.  في 11 أكتوبر من NXT ، ظهر فريق انتستيود ايرا في الجزء العلوي من الطريق المنحدر إلى جانب منافس ماي يونج كلاسيك السابق تينارا كونتي. بتشجيع من «عصر بلا منازع»، صرفت «كونتي» عضو نادي «سانييتي» نيكي كروس وحالتها من تسجيل دبوس، مما يضمن أن «كروس» لن تتقدم إلى«بطولة 4-Way» في بطولة NXT للسيدات.NXT تيك اوفر: وار جيمز.  في حلقة 18 أكتوبر من NXT ، واجه عصر بلا منازع SANitY في مسابقة لا. في حلقة 25 أكتوبر من NXT ، أعطت The The The Unisputed Era قويًا شارة قيادة من دون منازع، مع كول يقول سترونج إنه «ليس خاسرًا» ويقدم له موقعًا في مجموعتهم.  في حلقة 1 نوفمبر من NXT ، هاجم عصر بلا منازع كل من SANITY و The Authors of Pain أثناء مباراة فريق Team NXT . خلال شجار من ثلاثة فرق، ظهر قوي وظهر أنه يساعد في عصر بلا منازع، فقط لمهاجمتهم. خلال المعركة، المدير العام NXT وليام ريجالأعلن أن «عصر بلا منازع» سيشارك في مباراة وار جيمز في NXT تيك اوفر: وار جيمز ضد فريق SAnitY وفريق فريق Strong وكتاب الالم.  في هذا الحدث، برزت «فريق انتستوديد ايرا» في أول مباراة للألعاب الحربية منذ أكثر من 17 عامًا.  في حلقة 20 ديسمبر من NXT ، هزم فيش واوريلي فريق SAnitY للفوز ببطولة NXT للفرق. في 10 يناير من حلقة NXT ، هاجم عصر بلا منازع SAnitY قبل إعادة مباراة بطولة NXT للفرق. في مكانهم، تحدى سترونج وبلاك على الألقاب، لكنهما هزما.  و فاز فيش وأوريلي على فريق مؤلفي الألم للاحتفاظ ببطولة NXT للفرق في عرض NXT تيك اوفر: فيلادلفيا. في وقت لاحق من تلك الليلة، ساعد الاثنان كول في مباراة «القواعد المتطرفة» ضد بلاك، لكن سانتي قاموا بطرد اوريلي وفيش مما سمح لبلاك بان يخرج منتصراً.  في 4 مارس، عانى فيش من تمزق تمزق في عضلة MCL في ركبته اليسرى في حدث NXT مباشر. خضع لعملية جراحية في وقت لاحق وتم الإعلان عن انه سيغيب عن اللعب لمدة ستة أشهر.  وفي 17 ديسمبر، عاد فيش إلى NXT لمهاجمة فريق وار ريدرز، مما يساعد زملائه في الفريق كايل أورايلي ورودريك سترونج للحفاظ على أحزمتهم.

## الكيك بوكسينغ الهواة
تدرب فيش مع جيريك جونز في ألباني بوكسينغ قبل أول ظهور له الكيك بوكسينغ في 29 يناير 2010. خاض قتاله الأول مع منظمة كيج وورز في واشنطن أفنيو أرموري في ألباني، نيويورك وهزم جوستين بيربوينت بالضربة القاضية الفنية في الثالثة الجولة بعد Pierpoint عانى من كسر في الأنف في نهاية الجولة الثانية.

## بطولات وإنجازات
- اتحاد كراش برو ريسيلنج 
  - بطل الوزن الثقيل CPW (مرة واحدة) [ بحاجة لمصدر ]
- اتحاد هاي ريسك ريسلينج 
  - بطولة HRW للفرق (مرة واحدة) - مع كايل اوريلي
- اتحاد نيو انغلاند شامبيون شيب ريسلينج
  - بطولة NECW للوزن الثقيل (مرة واحدة)
- اتحاد نيو جابان برو ريسلينج 
  - بطولة IWGP الجونيور للفرق (مرتين) - مع كايل اوريلي
  - بطولة Super Jr. Tag Tournament (2014) - مع Kyle O'Reilly
- برو ريسلنج الليستارتيد
  - PWI المرتبة له 26 من أفضل 500 مصارع فردي حسب تصنيف PWI 500 في عام 2016
- اتحاد برو ريسلينج نوا
  - جائزة ان تي في جي + كأس جونيور للوزن الثقيل في دوري القتال (2012) - مع إيدي إدواردز
- مصارعة المحترفين
  - بطل فريق PWU Tag (مرة واحدة) - مع Scott Cardinal
- اتحاد حلقة الشرف
  - بطولة ROH العالم للفرق (3 مرات) - مع كايل اوريلي
  - بطولة ROH التليفزيون (مرة واحدة)
  - المتحدي الأول علي لقب بطولة ROH العالم للتلفزيون (2015)
  - بطولة حرب الفرق (2014) - مع كايل اوريلي
  - البقاء للأصلح (2016)
- اتحاد اب ستايت برو ريسلينج
  - بطولة UPW للوزن الثقيل (مرة واحدة)
- اتحاد WWE
  - بطولة NXT للفرق (مرة واحدة) - مع كايل اوريلي و 1 رودريك سترونج

1 ^ فاز فيش وأورايلي في الأصل باللقب كثنائي، ولكن أصبح سترونج أيضًا معروفًا بأنه بطل تحت قاعدة Freebird بعد أن تعرض فيش لإصابة.